# 幸田露伴
幸田 露伴（こうだ ろはん、1867年8月22日（慶応3年7月23日） - 1947年（昭和22年）7月30日）は、日本の小説家、考証家。本名は成行（しげゆき）。別号に蝸牛庵（かぎゅうあん）、笹のつゆ、雷音洞主、脱天子など多数。江戸（現東京都）下谷生れ。帝国学士院会員。帝国芸術院会員。第1回文化勲章受章。娘の幸田文も随筆家・小説家。高木卓の伯父。
『風流仏』で評価され『五重塔』『運命』などの文語体作品で文壇での地位を確立。尾崎紅葉とともに紅露時代と呼ばれる時代を築いた。擬古典主義の代表的作家で、また漢文学、日本古典や諸宗教にも通じ、多くの随筆や史伝のほか『芭蕉七部集評釈』などの古典研究などを残した。旧来「露伴、漱石、鷗外」と並び称され、日本の近代文学を代表する作家の一人である。

## 生涯
1867年8月22日（慶応3年7月23日）、武蔵国江戸下谷三枚橋横町（現・東京都台東区）に四男として生を受ける。父は幕臣の幸田利三（成延（しげのぶ））で、母は猷（ゆう）。幸田家は江戸時代、大名の取次を職とする表御坊主衆であった。幼名は鉄四郎。
もともと病弱であり、生後27日目にして医者の世話になるなど、幼時は何度も生死の境をさまよったことがあった。翌年、上野戦争が起こったため、浅草諏訪町に移る。
下谷に戻った後、神田に落ち着いた。下谷泉橋通りの関千代（書家・関雪江の姉）の塾で手習い、御徒士町の會田某の塾で素読を学んだ。1875年（明治8年）、千代の勧めで東京師範学校附属小学校（現・筑波大学附属小学校）に入学。このころから草双紙、読本を愛読するようになった。
卒業後の1878年（明治11年）、東京府第一中学（現都立日比谷高校）正則科に入学する。尾崎紅葉、上田萬年、狩野亨吉らと同級生であった。のちに家計の事情で中退し、数え14歳で、東京英学校（現・青山学院大学）へ進むが、これも中途退学。東京府図書館に通うようになり、淡島寒月を知った。また兄・成常の影響で俳諧に親しみ、さらに菊地松軒の迎羲塾では、遅塚麗水とともに漢学、漢詩を学んだ。
数え16歳の時、給費生として逓信省官立電信修技学校（後の逓信官吏練習所）に入り、卒業後は官職である電信技師として北海道余市に赴任。現地の芸者衆に人気があったと伝えられるが、坪内逍遥の『小説神髄』や『当世書生気質』と出会った露伴は、文学の道へ志す情熱が芽生えたと言われる。そのせいもあり、1887年（明治20年）職を放棄し帰京。この北海道から東京までの道程が『突貫紀行』の題材である。また、道中に得た句「里遠しいざ露と寝ん草枕」から「露伴」の号を得る。
免官の処分を受けたため父が始めた紙店愛々堂に勤め、一方で井原西鶴を愛読した。この頃「好色五人女」の写本を書いている。1889年（明治22年）、露伴は「露団々」を起草し、この作品は淡島寒月を介して『都の花』に発表された 。これが山田美妙の激賞を受け、さらに『風流佛』（1889年）、下谷区の谷中天王寺をモデルとする『五重塔』（1892年）などを発表し、作家としての地位を確立する。
1894年（明治27年）、腸チフスに罹り生死をさまよったが、翌年に結婚。それ以降の数年で『ひげ男』（1896年）『新羽衣物語』（1897年）『椀久物語』（1899年～1900年）を発表。また当時としては画期的な都市論『一国の首都』（1899年）『水の東京』（1901年）も発表する。
この頃に同世代の尾崎紅葉ととも「紅露時代」と呼ばれる黄金時代を迎える。「写実主義の尾崎紅葉、理想主義の幸田露伴」と並び称され明治文学の一時代を築いた露伴は、近代文学の発展を方向づけたとされる。また尾崎紅葉・坪内逍遥・森鷗外と並んで「紅露逍鴎時代」と呼ばれることもある。
1904年（明治37年）、それまで何度も中絶のあった「天うつ浪」の執筆が途絶えた。これ以後、主に史伝の執筆や古典の評釈に主眼を移した。史伝の作品としては「頼朝」「平将門」「蒲生氏郷」などがある。一方、井原西鶴や『南総里見八犬伝』を評釈し、沼波瓊音、太田水穂ら芭蕉研究会の6人との共著『芭蕉俳句研究』を出した。1920年（大正9年）には『芭蕉七部集』の注釈を始め、17年かけて晩年の1947年（昭和22年）に評釈を完成させている。
1907年（明治40年）、唐の伝奇小説『遊仙窟』が万葉集に深い影響を与えていることを論じた『遊仙窟』を発表。1908年（明治41年）には京都帝國大学文科大学初代学長の旧友・狩野亨吉に請われて、国文学講座の講師となった。同時期に内藤湖南も東洋史講座の講師に招聘されている。この両名はそれぞれ小説家として、ジャーナリストとして当時から有名であったが学者としての力量は未知数であり、狩野の招聘は破天荒とさえいわれた。
露伴の指導を仰いだ青木正児によると、日本文脈論（日本文体の発達史）・『曽我物語』と『和讃』についての文学論・近松世話浄瑠璃などの講義内容で、決して上手な話し手ではなかったが学生の評判は非常によかったという。ただし、黒板の文字は草書での走り書き、しかも体格ががっちりして頭が大きいので文字を覆ってしまいノートを取ることが難しかったという。露伴は学者としても充分な素養があったのだが、何かの事情により夏季休暇で東京に戻ったまま、僅か一年足らず（京都へ移り住んだのは当年初めだった）で大学を辞してしまった。露伴自身は冗談めかして、京都は山ばかりで釣りが出来ないから、と述べているが、官僚的で窮屈な大学に肌が合わなかったようだ。また、妻の幾美が病気がちであったことも理由に考えられる（妻は翌1910年に没）。皮肉なことに、大学を辞めた翌年の1911年（明治44年）に文学博士の学位を授与されている（『遊仙窟』が主要業績）。
しばらく作品を発表しなかった時期の後、『幽情記』（1915年から1917年の作品をまとめた短編集）『運命』（1919年）を発表し、大好評を博して文壇に復活する。これらは中国の古典を踏まえた作品であり、これ以降も中国から素材をとった作品を多く発表している。小説を書くだけではなく、道教研究でもパイオニアの一人であり、世界的にまだほとんど道教が研究されていない時期に幾つかの先駆的な論文を表している。これらの評価については、『運命』は谷崎潤一郎らの絶賛を博したが、高島俊男は中国の史書の丸写しに過ぎないと批判している。道教研究に関しては南條竹則が「道教の本を色々漁ったが、最も感銘を受けたものは露伴とマスペロのものだった」と述べており、アンリ・マスペロの『道教』と並んで未だに道教研究の古典として名高い。
1937年（昭和12年）4月28日には第1回文化勲章を授与される。受賞時のコメントとして「この数年というものはほとんど筆をとりません」と語っている。同年、帝国芸術院会員となる。
1945年、文、玉とともに露伴の再婚相手であった八代（やよ）の別居先の長野県に疎開。その後、静岡県伊東に移り、文と玉は土橋利彦宅へ一時留まったのち、1945年10月、千葉県市川市菅野に家を借りて移り住んだ。1946年1月28日、露伴も菅野の家に移る。
市川時代の露伴は高齢で白内障であったため、寝たきりの生活だった。そんななか、土橋利彦の口述筆記により『芭蕉七部集評釈』を完成。1947年（昭和22年）7月30日、肺炎に狭心症を併発し、戦後移り住んだ千葉県市川市大字菅野（現:菅野四丁目）において、満80歳で没。
文は、露伴の様子を『雑記』として執筆。『雑記』は露伴の80歳記念に発行される予定であったが、露伴死去のため、露伴は『雑記』を目にすることはなかった。

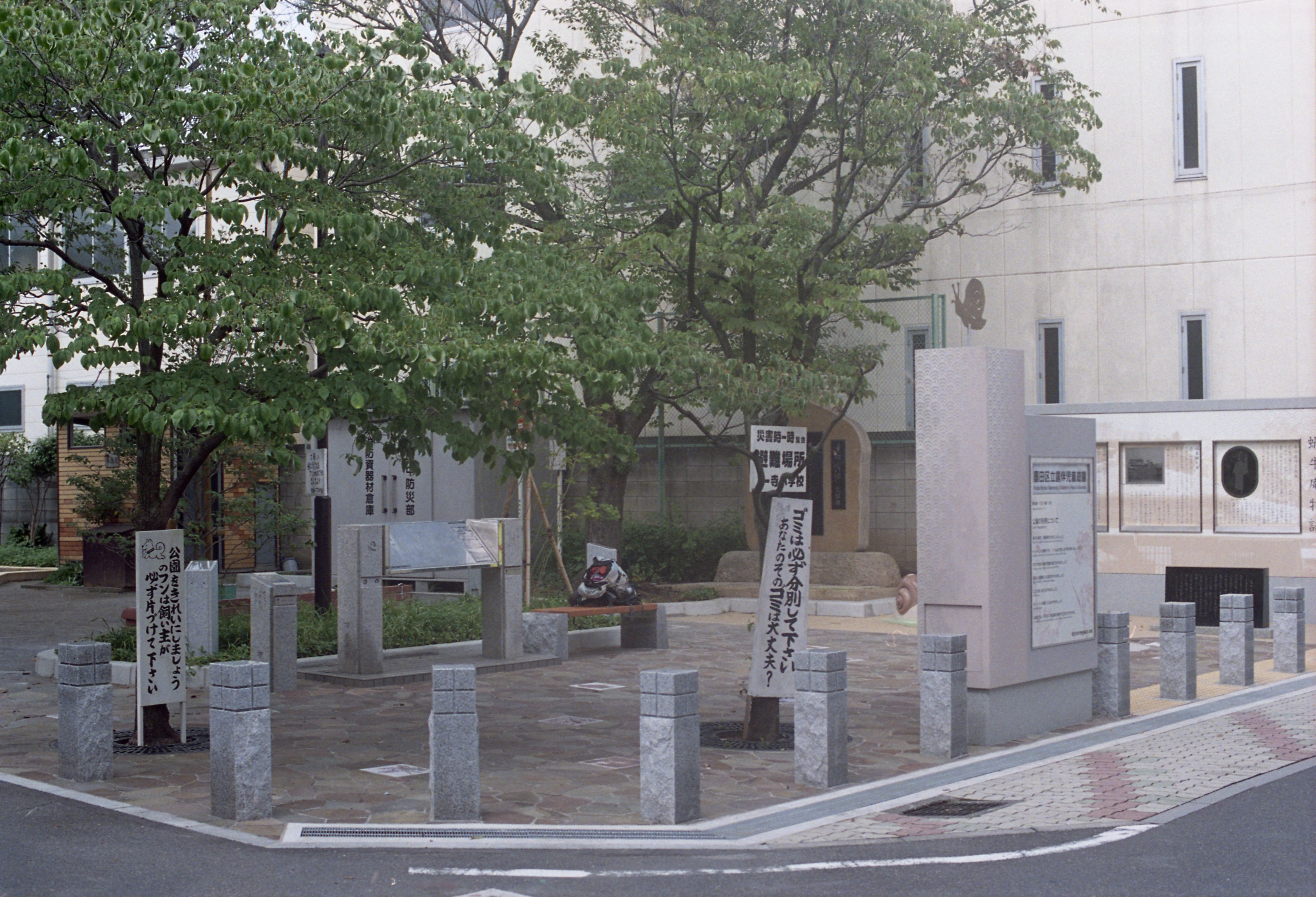
墨田区立露伴児童遊園（2015年6月）

葬儀は、三間しかない小さな自宅でささやかに行われたが、片山哲と安倍能成が出席、衆議院と参議院からは弔詞が捧げられた。墓所は池上本門寺。戒名は露伴居士。死後、墨田区寺島町にあった露伴が長く住んでいた民家の老朽化が進み取り壊された時に、その跡地に公園が建設される事となった。公園は1963年（昭和38年）4月24日に完成し5月上旬に開園式が行われ「露伴公園」の名前が付けられた。この公園は、2020年現在も「墨田区立露伴児童遊園」として現存する。

## 家族・親族
露伴は幸田成延、猷夫妻の四男である。父の成延は奥坊主（江戸城中奥の雑用係）を務めた今西家の出で、表坊主（江戸城表の雑用係）だった幸田利貞の一人娘・猷の入婿となり利三の名で表坊主を務め、維新後成延に改名し、大蔵省の下級属官となったが1885年の官制改革で非職となった。
長兄の成常（1858-1925）は東京米商会所の書記を経て、実業家となり相模紡績社長などを務めた。次兄の成忠（しげただ）は海軍軍人、探検家で、郡司家へ養子に出された。弟は歴史家の成友（しげとも）で、末弟の修造は東京音楽学校在学中に早世した。妹の延（のぶ）はピアニスト・ヴァイオリニスト、幸（こう）はヴァイオリニストである。幸の子に作家の高木卓がおり、露伴についての著作のほか、幸田家の遺産相続争いをモデルとした小説『血と血』を上梓した。
幸田家は法華宗を宗旨としていたが、罷免された成延が延の学友である岩城寛と植村正久の勧めによりキリスト教へ改宗、他の家族も入信させた。余市の赴任から帰京した露伴も植村に改宗を勧められたが、これを拒絶している。そのため父母兄弟の中で露伴だけがキリスト教徒ではない。
数え年29歳の時に山室幾美（きみ）と結婚。よき理解者であり、長女歌、次女文、長男成豊（しげとよ）が生まれた。幾美は1910年（明治43年）にインフルエンザで亡くなり、その2年後の1912年（大正元年）に歌が若くして亡くなる。この年キリスト教徒の児玉八代（やよ）と再婚している。文は八代の計らいでミッション系の女子学院へ通った。1926年（大正15年）、成豊が肺結核で亡くなる。八代は1933年（昭和8年）から別居し、1945年（昭和20年）に亡くなった。
文は、露伴の死の直前に随筆を寄稿し、さらに露伴没後には父に関する随筆で注目を集め、その後小説も書き始め作家となった 。文の一人娘青木玉も随筆家、またその子青木奈緒はドイツ文学畑のエッセイストである。

## その他
- 1897年（明治30年）から約10年間住んでいた「向島蝸牛庵」（東京府南葛飾郡寺島村）は、博物館明治村に移設保存されており、登録有形文化財（建造物）である[15][16]。
- 未来学者としての一面も持ち合わせており、1911年に発表された『滑稽御手製未来記』では無線送電、動く歩道、モノレール、電気自動車等が記されていた。
- 露伴は、囲碁・将棋の他にも、釣り[注 3]・料理・写真など、さまざまな趣味を持っていた。将棋の場合、十二世名人小野五平、十三世名人関根金次郎、十四世名人木村義雄に師事し、更に、将棋史の研究にも励み、雑誌『太陽』に「将棋雑考」「将棋雑話」といった論文を寄稿している。1916年小野名人から初段、1917年井上義雄八段から二段、1922年関根名人から四段の免状を授かった（何れもアマ段位）。また、1957年、露伴の十回忌には日本将棋連盟から六段が追贈されている[17]。

### 門下
・中谷無涯　　・米光関月　　・神谷鶴伴　　・田村松魚
・藤本夕飇　　・堀内新泉　　・漆山天童　　・斉藤素影
・佐藤露英　　・村田琴伴　　・内田水中亭　・青木迷陽
・野崎小蟹　　・中野初子　　・木内錠子　　・大野若狭
・巽木雞　　　・公田杳杳　　・加藤東風　　・卜部觀象
・卯野木紫潮　・籾山東洲　　・水島丹崖　　・大島宝水
・鈴木雪哉　　・久保田世音　・倉本春眠　　・荒木桜洲
・吉田汀蘭　　・松岡夢鳥　　・大高酔子　　・笠間酔雨
・植谷鉐　　　・遅塚麗水　　・筧流水　　　・物集梧水
・天野会心　　・高橋千鳥　　・熊谷太愚　　・松原二十三階堂

## 主な作品
『露伴全集』は生前に弟子の漆山又四郎を中心に編まれた。没後は塩谷賛等により2度にわたり刊行（各・岩波書店）。
小説
- 露団々（1889年、金港堂）
- 風流仏（ふうりゅうぶつ）（1889年9月「新著百種 第5号」。1889年 吉岡書籍店）
  - 新著百種 第5号（1982年 教育出版センター ）
- 雪紛々（1889年11月 - 12月「読売新聞」に連載。1901年、春陽堂）
- 縁外縁（1890年1月、「日本之文華」に掲載。6月「対髑髏（たいどくろ）」と改題して短篇集『葉末集』に収録）
- いさなとり（1891年前編、1892年後編、青木嵩山堂）
- 五重塔（1892年、青木嵩山堂『小説 尾花集』収録）
- 風流微塵蔵（ふうりゅうみじんぞう）（1893年 - 1895年「国会」に連載。未完。第1巻1895年12月刊、第2巻1896年2月刊、第3巻4月刊、第4巻8月刊）
- ひげ男（1896年、博文館）
- 新羽衣物語（1897年8月、村井兄弟商会） - たばこの新製品の景品として公刊された。
- 天うつ浪（1903年1月 - 05年1月、春陽堂）（未完）
  - 『天うつ浪 第１巻』春陽堂、1906年。『天うつ浪 第2巻』春陽堂、1906年。『天うつ浪 第3巻』春陽堂、1907年。
- 滑稽御手製未来記 （『實業少年』[26] 1911年、博文館）
- 雪たたき（『日本評論』1939年 / 1941年『幻談』所収）
- 連環記（『日本評論』1941年4月-7月 / 1941年『幻談』所収）

史伝
- 二宮尊徳翁（1891年、博文館）
- 頼朝（1908年、東亜堂）
- 運命（1919年、雑誌『改造』4月創刊号）
明の建文帝が永楽帝に追われて、何十年も潜伏して生活していたという伝説について書かれた話、他にも中国を舞台にした文語体作品が多数ある。
- 蒲生氏郷
- 平将門

随筆・評論

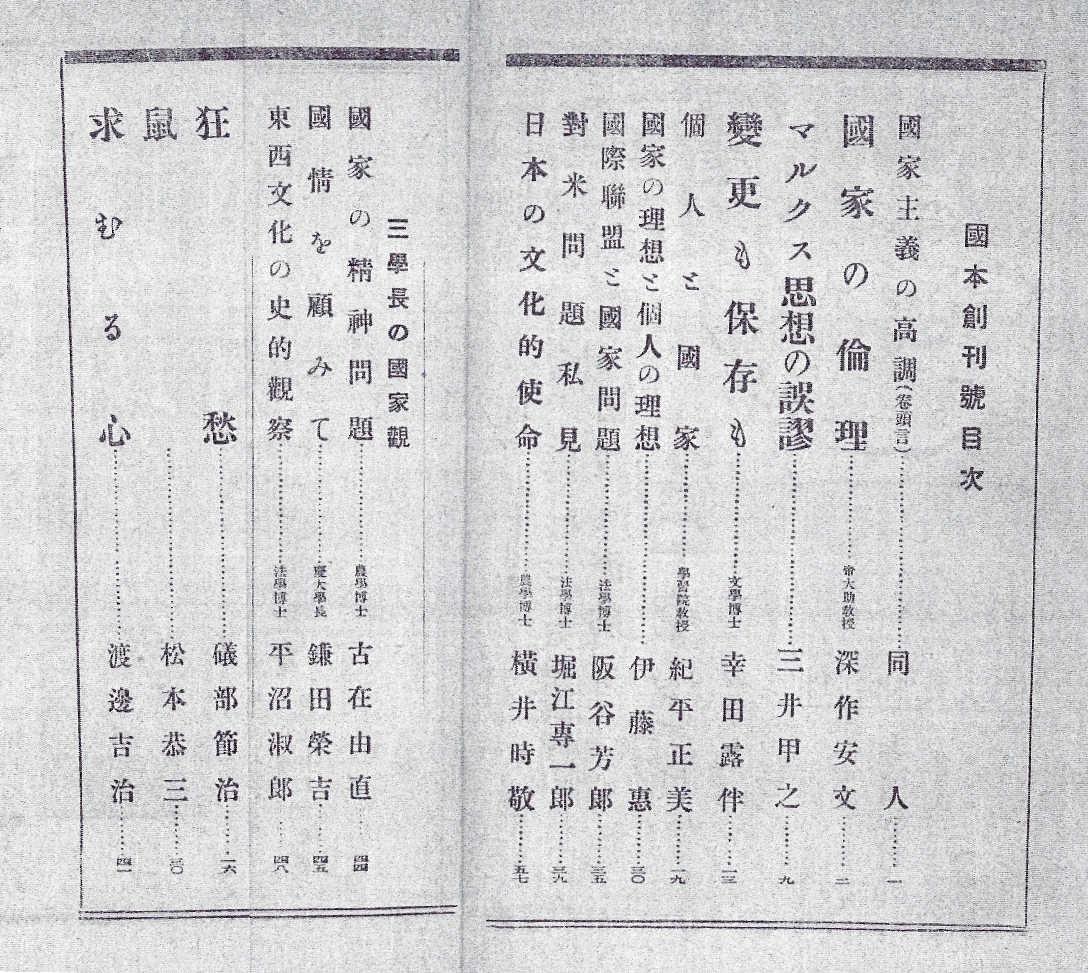
右翼団体国本社の会誌『国本』創刊号目次

- 一国の首都（1899年 - 1901年、雑誌『新小説』）
- 水の東京（1901年、雑誌『文芸倶楽部』）
- 潮待ち草（1906年、東亜堂）
- 蝸牛庵夜譚（1907年11月、春陽堂）
「遊仙窟」を収録
- 小品十種（1908年6月、成功雑誌社）
- 普通文章論（1908年10月、博文館） - 「文章は楽しく書くべきである」など初学者向けの文章指南。
- 努力論（1912年、東亜堂）
- 変更も保存も（1921年、国本社）

俳諧評釈
- 冬の日記抄（1924年9月、岩波書店）
- 春の日・曠野抄（1927年6月、岩波書店）
- ひさご・猿蓑抄（1929年12月、岩波書店）
- 炭俵・続猿蓑抄（1930年1月、岩波書店）
- 評釈 芭蕉七部集（1947年完成）。岩波書店7巻組、復刻1983年、1993年

紀行・日記
- 枕頭山水（1893年9月、博文館）
- 蝸牛庵日記（1949年8月、中央公論社）

戯曲
- 名和長年

校歌
- 東京都立墨田川高等学校校歌
- 秋田県立横手城南高校校歌

## 主な著作新版
- 『五重塔』 岩波文庫、改版1994年（1927年初版）
- 『努力論』 岩波文庫、改版2001年／角川ソフィア文庫、2019年
- 『幻談・観画談 他三篇』 岩波文庫、1990年
- 『連環記 他一篇』 岩波文庫、1991年。他は「プラクリチ」
- 『一国の首都 他一篇』 岩波文庫、1993年。他は「水の東京」
- 『渋沢栄一伝』 岩波文庫、2020年 山田俊治解説
- 『雲の影・貧乏の説』 講談社文芸文庫、1994年
- 『運命・幽情記』 講談社文芸文庫、1997年
- 『芭蕉入門』 講談社文芸文庫、2015年。旧版・新潮文庫
- 『蒲生氏郷　武田信玄　今川義元』 講談社文芸文庫、2016年
- 『幸田露伴　近代浪漫派文庫6』 新学社、2005年
- 『幸田露伴　ちくま日本文学 023』 筑摩書房〈文庫版〉、2008年
- 『幸田露伴集　怪談　文豪怪談傑作選15』 東雅夫編・解説、ちくま文庫、2010年
- 『珍饌会　露伴の食』 講談社文芸文庫、2019年 南條竹則編
- 『幸田露伴　明治の文学12』 坪内祐三編、筑摩書房、2000年
- 『幸田露伴集　新日本古典文学大系 明治編22』 岩波書店、2002年
- 『露伴随筆集』 寺田透編、岩波文庫（上・下）、1993年。上巻 考証篇／下巻 言語篇
- 『作家の自伝81 幸田露伴 少年時代/硯海水滸伝』 登尾豊編、日本図書センター、1999年。
- 幸田露伴 著、開高健 編『露伴の釣り』アテネ書房、1985年12月20日。ISBN 4-87152-106-0。

## 主な回想・研究
- 小林勇 『蝸牛庵訪問記』 岩波書店、1956年／筑摩書房「著作集」、1983年／講談社文芸文庫、1991年
- 塩谷賛 『幸田露伴』 中央公論社全3巻／中公文庫全4巻、1977年
- 下村亮一 『晩年の露伴』 経済往来社、1979年
- 篠田一士 『幸田露伴のために』 岩波書店、1984年
- 『近代作家 追悼文集成31 三宅雪嶺・武田麟太郎・織田作之助・幸田露伴・横光利一』 ゆまに書房、1997年
- 瀬里廣明 『露伴と道教』 海鳥社、2004年
- 関谷博 『幸田露伴論』 翰林書房、2006年
- 登尾豊 『幸田露伴論考』 学術出版会〈学術叢書〉、2006年
- 井波律子・井上章一編 『幸田露伴の世界』 思文閣出版、2009年
- 斎藤礎英 『幸田露伴』 講談社、2009年
- 関谷博 『幸田露伴の非戦思想 人権・国家・文明 -〈少年文学〉を中心に』 平凡社、2012年
- 岡田正子 『幸田露伴と西洋 キリスト教の影響を視座として』 関西学院大学出版会、2012年

## フィクションにおける幸田露伴
映画
- おとうと（1960年 演：森雅之）
- おとうと（1976年 演：木村功）
- 帝都物語（1988年 演：高橋幸治）
- わが愛の譜 滝廉太郎物語（1993年 演：柴田恭兵）

テレビドラマ
- おとうと（1958年 演：加藤嘉）
- おとうと（1981年 演：鈴木瑞穂）
- おとうと（1990年 演：中条静夫）
- 小石川の家（1996年 演：森繁久弥）
- 山田風太郎からくり事件帖（2001年 演：蓑輪裕太）
- 幸田家の人びと（2002年 演：中村梅雀）

演劇
- 有福詩人（1964年 演：平幹二朗）
- 有福詩人（1989年 演：中野誠也）
- オペラ 瀧廉太郎（1998年 演：藤田喜久）

アニメ
- 帝都物語（1991年 演：屋良有作）